# عین البکاره
عین البکاره (به عربی: عین البکارة) یک روستا در سوریه است که در ناحیه سلقین واقع شده‌است. عین البکاره ۹۶۹ نفر جمعیت دارد.